# Illa de s'Alga
L'illa de s'Alga és una de les illes o illots més petits del sud de l'arxipèlag pitiús. Així i tot, a banda de les petites dimensions de l'illot, de 160 metres de llarg per 40 metres d'ample, és important per a la navegació de la zona, ja que ajuda a resguardar dels vents de ponent i llebeig el racó de s'Alga a l'illa de S'Espalmador que serveix, especialment a l'estiu, de port natural.
És del tot necessari i molt important entrar a la badia deixant l'illot sempre a la banda d'estribor evitant el petit freu que es crea entre la punta de s'Arena a la part meridional de s'Espalmador i l'illa de s'Alga', ja que allí hi ha els anomenats esculls de s'Alga i isolat, l'escull des Corb marí.